# Championnat du Nicaragua de football 1995-1996
Navigation
Saison précédente Saison suivante
La Primera División 1995-1996 est la cinquante-troisième édition de la première division nicaraguayenne.
Lors de ce tournoi, le Diriangén FC a conservé son titre de champion du Nicaragua face aux meilleurs clubs nicaraguayens.
Seulement une place était qualificative pour la Coupe des champions de la CONCACAF et une autre pour la Coupe des vainqueurs de coupe de la CONCACAF.

## Compétition

### Phase finale

#### Tableau
|  | 1/2 finale         | 1/2 finale         | 1/2 finale         | 1/2 finale         | 1/2 finale |   |  | Finale | Finale | Finale | Finale | Finale |
|  |                    |                    |                    |                    |            |   |  |        |        |        |        |        |
|  |                    |                    |                    |                    |            |   |  |        |        |        |        |        |
|  |                    |                    |                    |                    |            |   |  |        |        |        |        |        |
|  | FC San Marcos      | FC San Marcos      |                    | 1                  |            |   |  |        |        |        |        |        |
|  | FC San Marcos      | FC San Marcos      |                    |                    |            |   |  |        |        |        |        |        |
|  | Deportivo Bautista | Deportivo Bautista |                    | 2                  |            |   |  |        |        |        |        |        |
|  | Deportivo Bautista | Deportivo Bautista | Deportivo Bautista | Deportivo Bautista |            | 0 |  |        |        |        |        |        |
|  |                    |                    |                    | Deportivo Bautista |            |   |  |        |        |        |        |        |
|  |                    | Diriangén FC       | Diriangén FC       |                    | 1          |   |  |        |        |        |        |        |
|  | Diriangén FC       | Diriangén FC       | Diriangén FC       |                    | 1          | 2 |  |        |        |        |        |        |
|  | Diriangén FC       | Diriangén FC       |                    |                    |            | 2 |  |        |        |        |        |        |
|  | Juventus Managua   | Juventus Managua   |                    | 0                  |            |   |  |        |        |        |        |        |

#### Demi-finales
| Club          | Score | Club               | Commentaire |
| FC San Marcos | 1-2   | Deportivo Bautista |             |
| Diriangén FC  | 2-0   | Juventus Managua   |             |

#### Finale
|  | Deportivo Bautista | 0:1   | Diriangén FC           | Stade inconnu |  |
|  |                    | (0:0) | Haivel Quintanilla 60e |               |  |

## Bilan du tournoi
| Tableau d'Honneur |              |
| Compétition       | Vainqueur    |
| Primera División  | Diriangén FC |
| Copa de Nicaragua | Diriangén FC |

| Qualifications continentales 1996-1997       |              |
| Coupe des champions de la CONCACAF           | Qualifiés    |
| Tour préliminaire                            | Diriangén FC |
| Coupe des vainqueurs de coupe de la CONCACAF | Qualifiés    |
| Premier tour de qualification                | Diriangén FC |

| Promotions et relégations   |         |
| Relégué en Segunda División | Inconnu |
| Promu de Segunda División   | Inconnu |